# Söderholmen (norr Torsholma, Brändö, Åland)
Söderholmen är en ö i Åland (Finland). Den ligger i Skärgårdshavet och i kommunen Brändö i landskapet Åland, i den sydvästra delen av landet. Ön ligger omkring 70 kilometer nordöst om Mariehamn och omkring 220 kilometer väster om Helsingfors.
Öns area är 0,96 kvadratkilometer och dess största längd är 1,8 kilometer i nord-sydlig riktning. Ön höjer sig omkring 10 meter över havsytan.